# 農業水資源
農業水資源是水資源管理裡面的重要課題，對於多數國家而言農業用水比率均為該國最高或是最大的使用標的，然而農業產值又往往偏低。所以，農業用水或是農業水資源管理嚴然形成另一支資源研究的主題。最新发布的《2021年联合国世界水发展报告》再次聚焦全球水资源日益紧缺的形势。